# Mats Strandbråten
Mats Strandbråten (ur. 15 grudnia 2006) – norweski skoczek narciarski, reprezentant klubu Gjerpenkollen Hoppklubb. Srebrny medalista Zimowych Igrzysk Olimpijskich Młodzieży 2024 oraz medalista mistrzostw kraju.

## Przebieg kariery
W grudniu 2022 zadebiutował w FIS Cupie, zajmując 36. i 38. miejsce w Notodden. Wystartował na Zimowym Olimpijskim Festiwalu Młodzieży Europy 2023, na którym zajął 24. lokatę indywidualnie, 6. w drużynie męskiej oraz 7. miejsce w rywalizacji drużyn mieszanych.
W grudniu 2023 zdobył pierwsze w karierze punkty FIS Cupu, plasując się na 15. i 20 pozycji zawodów w Notodden. W styczniu 2024 wystąpił na Zimowych Igrzyskach Olimpijskich Młodzieży 2024, na których zajął 11. miejsce indywidualnie oraz zdobył srebrny medal w konkursie drużyn mieszanych. 16 marca 2024 zadebiutował w Pucharze Kontynentalnym, zajmując w zawodach w Zakopanem 47. lokatę. Dzień później był 30., zdobywając tym samym punkt do klasyfikacji generalnej cyklu.
Jest medalistą mistrzostw Norwegii w rywalizacji drużynowej – zdobył srebrny medal w październiku 2023.

## Mistrzostwa świata juniorów

### Indywidualnie
| 2025 Lake Placid | – | 24. miejsce |

### Drużynowo
| 2025 Lake Placid | – | 8. miejsce |

### Starty M. Strandbråtena na mistrzostwach świata juniorów – szczegółowo
| Miejsce | Dzień     | Rok  | Miejscowość | Skocznia            | Punkt K | HS     | Konkurs  | Skok 1 | Skok 2 | Nota                  | Strata    | Zwycięzca        |
| ------- | --------- | ---- | ----------- | ------------------- | ------- | ------ | -------- | ------ | ------ | --------------------- | --------- | ---------------- |
| 24.     | 12 lutego | 2025 | Lake Placid | MacKenzie Intervale | K-90    | HS-100 | indywid. | 81,5 m | 86,0 m | 200,9 pkt             | 57,2 pkt  | Stephan Embacher |
| 8.      | 14 lutego | 2025 | Lake Placid | MacKenzie Intervale | K-90    | HS-100 | druż.    | 82,5 m | 85,0 m | 781,5 pkt (193,2 pkt) | 151,0 pkt | Austria          |

## Igrzyska olimpijskie młodzieży

### Indywidualnie
| 2024 Gangwon/Pjongczang | – | 11. miejsce |

### Drużynowo
| 2024 Gangwon/Pjongczang | – | srebrny medal (drużyna mieszana) |

### Starty M. Standbråtena na igrzyskach olimpijskich młodzieży – szczegółowo
| Miejsce | Dzień       | Rok  | Miejscowość | Skocznia              | Punkt K | HS     | Konkurs      | Skok 1 | Skok 2  | Nota                  | Strata   | Zwycięzca       |
| ------- | ----------- | ---- | ----------- | --------------------- | ------- | ------ | ------------ | ------ | ------- | --------------------- | -------- | --------------- |
| 11.     | 20 stycznia | 2024 | Pjongczang  | Alpensia Jumping Park | K-98    | HS-109 | indywid.     | 94,0 m | 100,5 m | 191,5 pkt             | 22,5 pkt | Ilja Miziernych |
| 2.      | 21 stycznia | 2024 | Pjongczang  | Alpensia Jumping Park | K-98    | HS-109 | druż. miesz. | 90,0 m | 92,5 m  | 818,3 pkt (177,4 pkt) | 75,4 pkt | Słowenia        |

## Zimowy olimpijski festiwal młodzieży Europy

### Indywidualnie
| 2023 Friuli-Wenecja Julijska/ Planica | – | 24. miejsce |

### Drużynowo
| 2023 Friuli-Wenecja Julijska/ Planica | – | 6. miejsce, 7. miejsce (drużyna mieszana) |

### Starty M. Strandbråtena na zimowym olimpijskim festiwalu młodzieży Europy – szczegółowo
| Miejsce | Dzień       | Rok  | Miejscowość | Skocznia           | Punkt K | HS     | Konkurs      | Skok 1 | Skok 2 | Nota                  | Strata    | Zwycięzca        |
| ------- | ----------- | ---- | ----------- | ------------------ | ------- | ------ | ------------ | ------ | ------ | --------------------- | --------- | ---------------- |
| 24.     | 23 stycznia | 2023 | Planica     | Srednja skakalnica | K-95    | HS-102 | indywid.     | 89,0 m | 85,5 m | 197,0 pkt             | 71,8 pkt  | Stephan Embacher |
| 6.      | 25 stycznia | 2023 | Planica     | Srednja skakalnica | K-95    | HS-102 | druż.        | 89,0 m | 85,0 m | 771,6 pkt (199,8 pkt) | 204,9 pkt | Austria          |
| 7.      | 27 stycznia | 2023 | Planica     | Srednja skakalnica | K-95    | HS-102 | druż. miesz. | 87,0 m | 83,0 m | 495,7 pkt (186,6 pkt) | 422,9 pkt | Słowenia         |

## Puchar Kontynentalny

### Miejsca w klasyfikacji generalnej
| Sezon     | Miejsce |
| --------- | ------- |
| 2023/2024 | 100.    |

### Miejsca w poszczególnych konkursachPucharu Kontynentalnego
stan po zakończeniu sezonu 2024/2025
| Sezon 2023/2024                                                               |                   |            |            |                 |                 |                              |                              |                 |                 |               |                   |                   |                 |                 |                     |                     |                     |                     |                     |                     |                |                |             |             |                |                |        |        |        |        |        |        |        |        |        |        |        |        |        |        |        |        |        |        |        |        |        |        |        |        |        |        |        |        |        |        |        |        |        |        |        |        |        |        |        |        |
| Lillehammer HS140                                                             | Lillehammer HS140 | Ruka HS142 | Ruka HS142 | Engelberg HS140 | Engelberg HS140 | Garmisch-Partenkirchen HS142 | Garmisch-Partenkirchen HS142 | Innsbruck HS128 | Innsbruck HS128 | Sapporo HS137 | Sapporo HS137     | Sapporo HS137     | Willingen HS147 | Willingen HS147 | Lillehammer HS140   | Lillehammer HS140   | Brotterode HS117    | Brotterode HS117    | Iron Mountain HS133 | Iron Mountain HS133 | Planica HS138  | Planica HS138  | Lahti HS130 | Lahti HS130 | Zakopane HS140 | Zakopane HS140 | punkty | punkty | punkty | punkty | punkty | punkty | punkty | punkty | punkty | punkty | punkty | punkty | punkty | punkty | punkty | punkty | punkty | punkty | punkty | punkty | punkty | punkty | punkty | punkty | punkty | punkty | punkty | punkty | punkty | punkty | punkty | punkty | punkty | punkty | punkty | punkty | punkty | punkty | punkty | punkty |
| -                                                                             | -                 | -          | -          | -               | -               | -                            | -                            | -               | -               | -             | -                 | -                 | -               | -               | -                   | -                   | -                   | -                   | -                   | -                   | -              | -              | -           | -           | 47             | 30             | 1      | 1      | 1      | 1      | 1      | 1      | 1      | 1      | 1      | 1      | 1      | 1      | 1      | 1      | 1      | 1      | 1      | 1      | 1      | 1      | 1      | 1      | 1      | 1      | 1      | 1      | 1      | 1      | 1      | 1      | 1      | 1      | 1      | 1      | 1      | 1      | 1      | 1      | 1      | 1      |
| Sezon 2024/2025                                                               |                   |            |            |                 |                 |                              |                              |                 |                 |               |                   |                   |                 |                 |                     |                     |                     |                     |                     |                     |                |                |             |             |                |                |        |        |        |        |        |        |        |        |        |        |        |        |        |        |        |        |        |        |        |        |        |        |        |        |        |        |        |        |        |        |        |        |        |        |        |        |        |        |        |        |
| Zhangjiakou HS106                                                             | Zhangjiakou HS106 | Ruka HS142 | Ruka HS142 | Engelberg HS140 | Engelberg HS140 | Bischofshofen HS142          | Bischofshofen HS142          | Sapporo HS137   | Sapporo HS137   | Sapporo HS137 | Lillehammer HS140 | Lillehammer HS140 | Kranj HS109     | Kranj HS109     | Iron Mountain HS133 | Iron Mountain HS133 | Iron Mountain HS133 | Iron Mountain HS133 | Lahti HS130         | Lahti HS130         | Zakopane HS140 | Zakopane HS140 | punkty      | punkty      | punkty         | punkty         | punkty | punkty | punkty | punkty | punkty | punkty | punkty | punkty | punkty | punkty | punkty | punkty | punkty | punkty | punkty | punkty | punkty | punkty | punkty | punkty | punkty | punkty | punkty | punkty | punkty | punkty | punkty | punkty | punkty | punkty | punkty | punkty | punkty | punkty | punkty | punkty |        |        |        |        |
| -                                                                             | -                 | -          | -          | -               | -               | -                            | -                            | -               | -               | -             | -                 | -                 | -               | -               | -                   | -                   | -                   | -                   | 52                  | 52                  | -              | -              | 0           | 0           | 0              | 0              | 0      | 0      | 0      | 0      | 0      | 0      | 0      | 0      | 0      | 0      | 0      | 0      | 0      | 0      | 0      | 0      | 0      | 0      | 0      | 0      | 0      | 0      | 0      | 0      | 0      | 0      | 0      | 0      | 0      | 0      | 0      | 0      | 0      | 0      | 0      | 0      |        |        |        |        |
| Legenda                                                                       |                   |            |            |                 |                 |                              |                              |                 |                 |               |                   |                   |                 |                 |                     |                     |                     |                     |                     |                     |                |                |             |             |                |                |        |        |        |        |        |        |        |        |        |        |        |        |        |        |        |        |        |        |        |        |        |        |        |        |        |        |        |        |        |        |        |        |        |        |        |        |        |        |        |        |
| 1 2 3 4-10 11-30 poniżej 30 dq – dyskwalifikacja - – zawodnik nie wystartował |                   |            |            |                 |                 |                              |                              |                 |                 |               |                   |                   |                 |                 |                     |                     |                     |                     |                     |                     |                |                |             |             |                |                |        |        |        |        |        |        |        |        |        |        |        |        |        |        |        |        |        |        |        |        |        |        |        |        |        |        |        |        |        |        |        |        |        |        |        |        |        |        |        |        |

## Letni Puchar Kontynentalny

### Miejsca w poszczególnych konkursachLetniego Pucharu Kontynentalnego
stan po zakończeniu LPK 2024
| Źródło                                                                        | Źródło             | Źródło          | Źródło          | Źródło      | Źródło      | Źródło            | Źródło            | Źródło | Źródło | Źródło | Źródło | Źródło | Źródło | Źródło | Źródło | Źródło | Źródło | Źródło | Źródło | Źródło | Źródło | Źródło | Źródło | Źródło | Źródło | Źródło | Źródło | Źródło | Źródło | Źródło | Źródło | Źródło | Źródło | Źródło | Źródło | Źródło | Źródło | Źródło | Źródło |
| ----------------------------------------------------------------------------- | ------------------ | --------------- | --------------- | ----------- | ----------- | ----------------- | ----------------- | ------ | ------ | ------ | ------ | ------ | ------ | ------ | ------ | ------ | ------ | ------ | ------ | ------ | ------ | ------ | ------ | ------ | ------ | ------ | ------ | ------ | ------ | ------ | ------ | ------ | ------ | ------ | ------ | ------ | ------ | ------ | ------ |
| 2024                                                                          |                    |                 |                 |             |             |                   |                   |        |        |        |        |        |        |        |        |        |        |        |        |        |        |        |        |        |        |        |        |        |        |        |        |        |        |        |        |        |        |        |        |
| Hinterzarten HS109                                                            | Hinterzarten HS109 | Trondheim HS138 | Trondheim HS138 | Stams HS115 | Stams HS115 | Klingenthal HS140 | Klingenthal HS140 | punkty | punkty | punkty | punkty | punkty | punkty | punkty | punkty | punkty | punkty | punkty | punkty | punkty | punkty | punkty | punkty | punkty | punkty | punkty |        |        |        |        |        |        |        |        |        |        |        |        |        |
| 47                                                                            | 54                 | -               | -               | -           | -           | -                 | -                 | 0      | 0      | 0      | 0      | 0      | 0      | 0      | 0      | 0      | 0      | 0      | 0      | 0      | 0      | 0      | 0      | 0      | 0      | 0      |        |        |        |        |        |        |        |        |        |        |        |        |        |
| Legenda                                                                       |                    |                 |                 |             |             |                   |                   |        |        |        |        |        |        |        |        |        |        |        |        |        |        |        |        |        |        |        |        |        |        |        |        |        |        |        |        |        |        |        |        |
| 1 2 3 4-10 11-30 poniżej 30 dq – dyskwalifikacja - − zawodnik nie wystartował |                    |                 |                 |             |             |                   |                   |        |        |        |        |        |        |        |        |        |        |        |        |        |        |        |        |        |        |        |        |        |        |        |        |        |        |        |        |        |        |        |        |

## FIS Cup

### Miejsca w klasyfikacji generalnej
| Sezon     | Miejsce |
| --------- | ------- |
| 2023/2024 | 86.     |
| 2024/2025 | 151.    |

### Miejsca w poszczególnych konkursachFIS Cupu
stan po zakończeniu sezonu 2024/2025
| Źródło                                                                        | Źródło             | Źródło           | Źródło           | Źródło           | Źródło           | Źródło      | Źródło      | Źródło           | Źródło           | Źródło           | Źródło           | Źródło        | Źródło        | Źródło        | Źródło           | Źródło        | Źródło        | Źródło         | Źródło         | Źródło        | Źródło        | Źródło         | Źródło         | Źródło        | Źródło        | Źródło         | Źródło         | Źródło | Źródło | Źródło | Źródło | Źródło | Źródło | Źródło | Źródło | Źródło | Źródło | Źródło | Źródło |
| ----------------------------------------------------------------------------- | ------------------ | ---------------- | ---------------- | ---------------- | ---------------- | ----------- | ----------- | ---------------- | ---------------- | ---------------- | ---------------- | ------------- | ------------- | ------------- | ---------------- | ------------- | ------------- | -------------- | -------------- | ------------- | ------------- | -------------- | -------------- | ------------- | ------------- | -------------- | -------------- | ------ | ------ | ------ | ------ | ------ | ------ | ------ | ------ | ------ | ------ | ------ | ------ |
| Sezon 2022/2023                                                               |                    |                  |                  |                  |                  |             |             |                  |                  |                  |                  |               |               |               |                  |               |               |                |                |               |               |                |                |               |               |                |                |        |        |        |        |        |        |        |        |        |        |        |        |
| Frenštát HS106                                                                | Frenštát HS106     | Szczyrk HS104    | Szczyrk HS104    | Einsiedeln HS117 | Einsiedeln HS117 | Kranj HS109 | Kranj HS109 | Villach HS98     | Villach HS98     | Notodden HS98    | Notodden HS98    | Szczyrk HS104 | Szczyrk HS104 | Villach HS98  | Villach HS98     | Oberhof HS100 | Oberhof HS100 | Zakopane HS140 | Zakopane HS140 | punkty        | punkty        | punkty         | punkty         | punkty        | punkty        | punkty         | punkty         | punkty | punkty | punkty | punkty | punkty | punkty | punkty | punkty | punkty | punkty | punkty |        |
| -                                                                             | -                  | -                | -                | -                | -                | -           | -           | -                | -                | 36               | 38               | -             | -             | -             | -                | -             | -             | -              | -              | 0             | 0             | 0              | 0              | 0             | 0             | 0              | 0              | 0      | 0      | 0      | 0      | 0      | 0      | 0      | 0      | 0      | 0      | 0      |        |
| Sezon 2023/2024                                                               |                    |                  |                  |                  |                  |             |             |                  |                  |                  |                  |               |               |               |                  |               |               |                |                |               |               |                |                |               |               |                |                |        |        |        |        |        |        |        |        |        |        |        |        |
| Szczyrk HS104                                                                 | Szczyrk HS104      | Einsiedeln HS117 | Einsiedeln HS117 | Villach HS98     | Villach HS98     | Râșnov HS97 | Râșnov HS97 | Kandersteg HS106 | Kandersteg HS106 | Notodden HS98    | Notodden HS98    | Falun HS100   | Falun HS100   | Szczyrk HS104 | Szczyrk HS104    | Oberhof HS100 | Oberhof HS100 | Zakopane HS140 | Zakopane HS140 | punkty        | punkty        | punkty         | punkty         | punkty        | punkty        | punkty         | punkty         | punkty | punkty | punkty | punkty | punkty | punkty | punkty | punkty | punkty | punkty | punkty |        |
| -                                                                             | -                  | -                | -                | -                | -                | -           | -           | -                | -                | 15               | 20               | -             | -             | 29            | 30               | -             | -             | 64             | 63             | 30            | 30            | 30             | 30             | 30            | 30            | 30             | 30             | 30     | 30     | 30     | 30     | 30     | 30     | 30     | 30     | 30     | 30     | 30     |        |
| Sezon 2024/2025                                                               |                    |                  |                  |                  |                  |             |             |                  |                  |                  |                  |               |               |               |                  |               |               |                |                |               |               |                |                |               |               |                |                |        |        |        |        |        |        |        |        |        |        |        |        |
| Hinterzarten HS109                                                            | Hinterzarten HS109 | Frenštát HS106   | Frenštát HS106   | Szczyrk HS104    | Szczyrk HS104    | Kranj HS109 | Kranj HS109 | Villach HS98     | Villach HS98     | Einsiedeln HS117 | Einsiedeln HS117 | Otepää HS97   | Otepää HS97   | Otepää HS97   | Kandersteg HS106 | Notodden HS98 | Notodden HS98 | Falun HS100    | Falun HS100    | Szczyrk HS104 | Szczyrk HS104 | Eisenerz HS109 | Eisenerz HS109 | Oberhof HS100 | Oberhof HS100 | Zakopane HS140 | Zakopane HS140 | punkty |        |        |        |        |        |        |        |        |        |        |        |
| -                                                                             | 43                 | -                | -                | -                | -                | -           | -           | -                | -                | -                | -                | -             | -             | -             | -                | 24            | 36            | -              | -              | -             | -             | -              | -              | -             | -             | -              | -              | 7      |        |        |        |        |        |        |        |        |        |        |        |
| Legenda                                                                       |                    |                  |                  |                  |                  |             |             |                  |                  |                  |                  |               |               |               |                  |               |               |                |                |               |               |                |                |               |               |                |                |        |        |        |        |        |        |        |        |        |        |        |        |
| 1 2 3 4-10 11-30 poniżej 30 dq – dyskwalifikacja - − zawodnik nie wystartował |                    |                  |                  |                  |                  |             |             |                  |                  |                  |                  |               |               |               |                  |               |               |                |                |               |               |                |                |               |               |                |                |        |        |        |        |        |        |        |        |        |        |        |        |